# Nexus 5

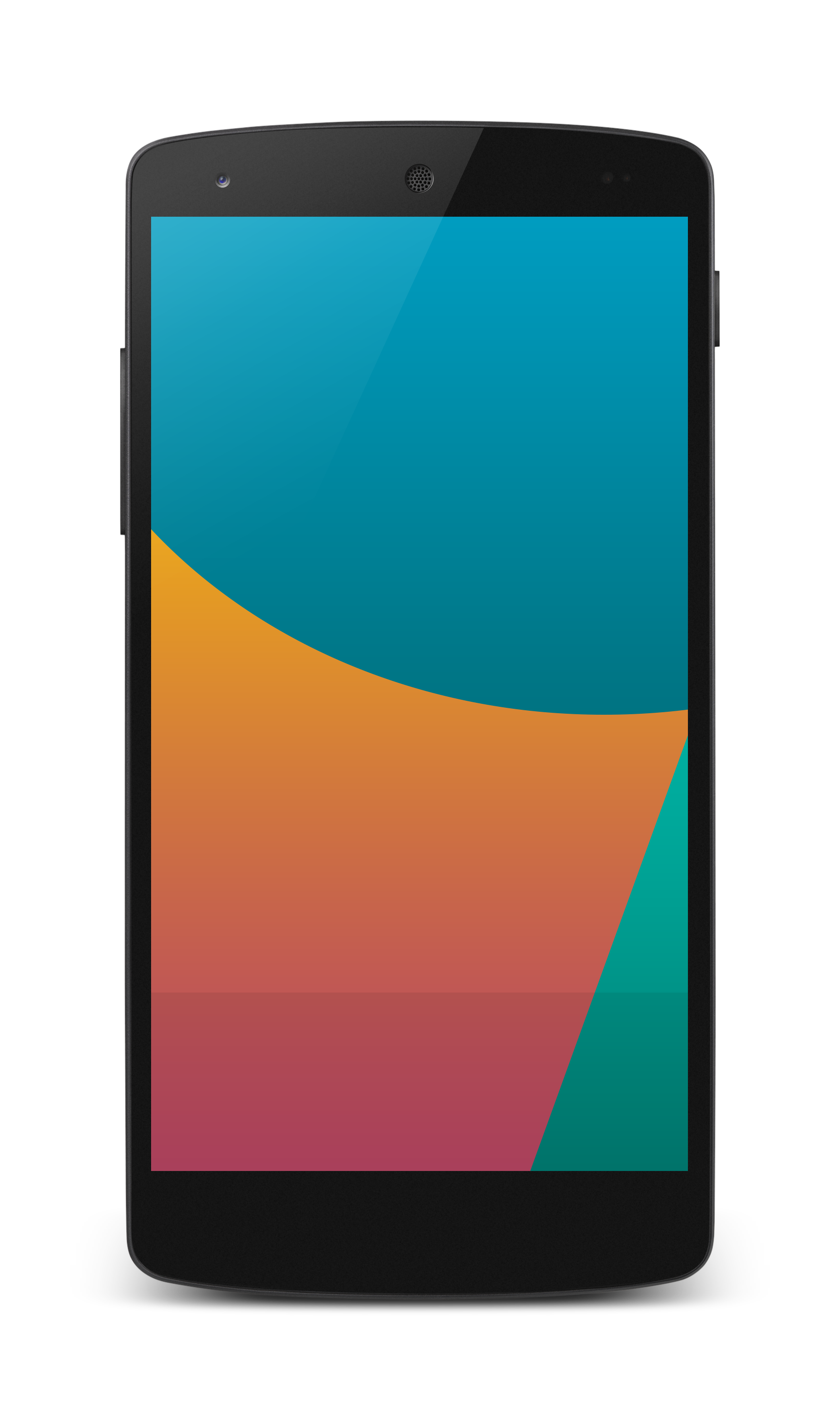

Nexus 5 är en Android smarttelefon tillverkad av LG Electronics för Google. Det är den femte generationen av Nexus-serien och efterträdde Nexus 4. Den presenterades 31 oktober 2013 och fungerade som lanseringsenhet för operativsystemet Android 4.4 KitKat.
Telefonens hårdvara består av en fyrkärnig Qualcomm Snapdragon 800 processor på 2.26 GHz vilket gjorde att telefonen fungerade bra även när den körde tunga program. De 2 GB stora RAM-minne som telefonen är utrustad med gjorde multitasking på en hög nivå möjligt. Den för tiden starka processorn och det stora RAM-utrymmet gjorde, tillsammans med telefonens Adreno 330 450 MHz-grafikkort att telefonen fungerade bra för att spela spel, se på videoklipp och köra tyngre applikationer. Telefonens bakre kamera hade liksom sin föregångare Nexus 4, 8 megapixlar, men nu med optisk bildstabilisering. Den främre kameran är också identisk med telefonens föregångare med sina 1,3 megapixlar. För att kunna lagra spel, filer och foton på telefonen har den ett inbyggt minne på antingen 16 eller 32 gigabyte men saknar utrymme för ett externt minneskort. Telefonen är utrustad med en 4.95" skärm i Gorilla Glass 3.
Enheten kan även laddas sladdlöst med en QI-laddare som överför energin genom induktion.
Telefonen är utformad med rundade kanter och något slipade hörn. Den är tillverkad helt i plast.
| Nexus 5          |                                                                        |
| ---------------- | ---------------------------------------------------------------------- |
| Tillverkare      | LG i samarbete med Google                                              |
| Modellbeteckning | Nexus 5                                                                |
| Kodnamn          | Hammerhead                                                             |
| Typ              | Smartphone                                                             |
| Lanseringsdatum  | November 2013                                                          |
| Prestanda        |                                                                        |
| Mått             | 69.17 x 137.84 x 8.59 mm                                               |
| Vikt             | 130 gram                                                               |
| Färg             | Svart, Vit, Röd                                                        |
| Skärm            | 4,95-tumsskärm, 1 920x1 080 pixlar (445 ppi)                           |
| Primär kamera    | 8 megapixel                                                            |
| Sekundär kamera  | 1.3 megapixel                                                          |
| Operativsystem   | Android 5.1.1 (Lollipop)                                               |
| CPU              | Qualcomm Snapdragon 800, 2,26 GHz processor                            |
| GPU              | Adreno 330, 450 MHz                                                    |
| RAM-minne        | 2 GB                                                                   |
| Minneskort       | Nej                                                                    |
| NFC              | Ja                                                                     |
| Lagringsutrymme  | 16 eller 32 GB                                                         |
| Anslutningar     | 3.5 mm hörlursuttag, Micro USB (Med SlimPort aktiverat), Bluetooth 4.0 |
| Föregångare      | Nexus 4, Nexus One, Nexus S, Galaxy Nexus                              |